# Примитивно право
Примитивно право је усмено, еластично, анонимно, древно и примитивно, припада нижим слојевима и сеоским срединама. Односи се на првобитну заједницу, племенска друштва и права која чланови имају у браку.

## Настанак човека и првих људских заједница
Историја Земље подељена је на четири најважнија периода. Архезоик траје од настанка Земље до 570 милона година. Јавио се први облик живота а о прве животиње (морски црви и медузе). Током палеозоика јављају се први кичмењаци. Први диносауруси у мезозоику. Последњи период историје Земље који и даље траје је кенозоик. Правник и етнолог Луис Морган, делом „Древно Друштво” изазвао је праву револуцију. Почетну етапу у развоју људског друштва поделио је на период дивљаштва и период варварства у зависности од достигнућа и вештине којим је човек овладао. Материјално и духовно богатство су основни критеријум ове поделе. У дивљаштву човек је живео подвргнут законима природе, током варварства почео да утиче на њу, да је мења и прилагођава. Поделио је на по три етапе. Нижи ступањ дивљаштва је време борбе за опстанак и прве назнаке артикулисаног говора. Средњи ступањ дивљаштва, човек научио да лови рибу и овладао вештином употребе ватре. На вишем ступњу дивљаштва човек проналази лук и стрелу. Варварство се од дивљаштва одваја проналаском грнчарства и то је најважнија одлика нижег ступња варварства. Човек почиње да сњ бави узгојем првих биљних култура. Средњи ступањ варварства донео је разлику између источне и западне хемисфере. На источној хемисфери долази до припитомљавања животиња а на западној земља се обрађује уз помоћ наводњавања. У периоду вишег варварства, баве се израдом предмета од гвожђа а на самом крају проналазе писмо тим открићем се завршава људска  праисторија. 
По Моргану, први облик људске организације је род. То је група људи везана средством потицала од истог, стварног или измишљеног претка. Основ повезивања је било крвно сродство. Временом се у сваком роду издваја родовски старешина али он само заступа род у односу према осталим родовима и нема неку већу стварну власт. Заједница два или више рода створених ради заједничких циљева назива се братство. Према првом се два рода (разменом жена) удружују у братство. Према другом братство настаје када се нарасли род поцепа на два дела. Стварањем братства омогућиће увођење егзогамног брака (брак изван затворене друштвене групе). Трећи облик друштвене организације је племе, проистекло из крвне повезаности родова и братства, одлучује о најважнијим питањима на читавој територији племена. Свако племе има свог врховног поглавара, најчешће и врховни вођа а понекад и врховни судија. О бројним питањима одлучивало и веће родовских старешина названих веће стараца. Племенску скупштину су чинили сви одрасли мушкарци припадници племена. Последњи облик друштвене организације који претходи настанку државе је конфедерација племена, настаје ради остварења краткорочних или дугорочних циљева. 

## Првобитна заједница или племенска друштва
Током читаве историје како истиче Глукман постојале су људске заједнице које нису биле обухваћене државном организацијом, друштва која нису имала специјализоване органе постављене да решавају спорове. Ипак и таква друштва живела су по одређеним правилима која су им гарантовала сигурност и опстанак. Првобитна заједница, означавао би прву и најдужу етапу у развоју човечанства. Тако схваћена првобитна заједница обухватала би период од појаве човека до настанка првих држава, то је епоха у којој настају обриси права. Настанак првих држава означава уједно и крај првобитне заједнице. Чак и данас постоје друштва која немају свест о томе да номинално припадају некој држави већ и даље живе у складу са сопственом обликованом традицијом. Сматра се да почетком XXI века, једна двадесетина човечанства и даље живи племенским начином живота. Ове људске заједнице називају друштвима без писма, а већина писаца их назива племенским друштвима. Англосаксонски антрополози често их разврставају у категорији у складу са делатношћу којом се њихови чланови баве: ловци-сакупљачи и риболовци; произвођаче хране - земљораднике и сточаре. 

## Дисциплине које изучавају племенска друштва
Ниједно друштво није скуп појединаца, много је више од тог простог збира. Племенска друштва могу се изучавати са различитим циљевима и мотивима. Самим тим, бројне дисциплине имају своје место у анализи племенских друштава.Пре свега наука о човеку антопологија, која обухвата више дисциплина, које омогућавају изучавање и изумрлих и живих људских заједница. Археологија се бави проналажењем материјалних остатака прошлости на основу којих долази до сазнања о култури древних друштава. Сарађује са палеоантропологијом која изучава фосиле наших далеких предака настојећи да објасни настанак и развој човека (наш генетски материјал поклапа се 98,4% са шимпанзом). Веза између језика и друштвене и политичке организације бави се антрополошка лингвистика. Проучавањем култура односно система вредности једног друштва које се преноси из генерације у генерацију бави се етнологија. Док се социолози баве западном културом и развијеним друштвима, етнолози су окренути племенским друштвима. Друштвене односе у једном друштву проучава социјална антропологија

## Развој брака и породице у племенским друштвима
Морган XIX веку анализирајући обичаје Ирокеза и древних народа Старог века, понудио је своју визију еволуције брака и породице. На нижем ступњу дивљаштва нема облика породице и брака. У средњем ступњу дивљаштва јавља се прва породица крвносродничка коју прати полигамни ендогамни брак. Издвајају се три старосне групе : деца, одрасли који6су способни за рад и стари, неспособни за рад. Прве полне забране. Виши ступањ дивљаштва породица „пуналуа” односно „добри другови”. Група браће из једне породице се жени групом сестара из друге породице. Брак и даље полигамни али увођење егзогамије. Као и у претходним сродство се рачуна по мајчиној линији. Нижи ступањ варварства јавља се синдијазмичка породица, заокрет ка моногамији која није доследно спроведена, јер је полно општење између парова дозвољено. И даље матрилинеарно сродство. Средњи ступањ варварства највеће промене унутар породице. Положај жене у породици погоршан, породицу сачињава неколико чланова окупљених око породичног старешине. Сродство се рачуна по мушкој линији, брак моногаманали су мушкарци, а посебно старешина породице могли да имају и више жена до којих су долазили отмицом или куповином. Виши ступањ варварства јавља се нуклеарна породица чине родитељи и деца. Брак моногаман, ова породица неће успети да потисне патријархалну породицу која ће у сеоским срединама остати владајући облик породице све до XX века. Леви-Строс први указао на разлог који је довео до егзогамије. Две супротстављене групе међусобном разменом жена преовладале су своје непријатељство и придобиле једна другу за савезнике. Породица у племенским друштвима има различито значење, може се односити на групу сродника повезаних истим домаћинством, може се протегнути на читав генсoве потомке заједничког претка а може означавати и агнате (сроднике по очевој линији) илк когнате (по мајчиној линији). Преко брака се преламају економски услови, религијска схватања, моралне норме. Сваки брачни систем уплиће у себе многобројна правила која свако друштво поставља да би брак могао бити склопљен, да би трајао. Ова правила тичу се лица која ступају у брак али и рођака и пријатеља, јер у племенском друштву брак није био само повезивање два лица већ и њихових породица. Могу постојати различите врсте брака. Према броју брачних партнера може бити полигамни и моногамни. Полигамни се даље дели на: 1. полигамни брак и ужем смислу (више мужева истовремено узима више супруга), 2. полигинијски који мушкарцу допушта да може имати више законитих супруга, 3. полиандријски код кога једна жена може имати више супруга.
Према месту проналажења брачних партнера може бити ендогамни (партнер налази унутар затворене друштвене групе) или егзогамни (брачни друг се обавезно налази у некој другој друштвеној групи). У неким друштвима могу постојати и ендогамни и егзогамни брак. То је обично случај са друштвима код којих је егзогамија правило али владајућа породица практикује брак између најближих сродника (да би се сачувала чистота краљевске крви). Сродство може бити: 1. унилинеарно (може бити матрилинеарно - по мајци или патрилинерно- по оцу), 2. билинеарно - и по оцу и по мајци, 3. амбилинеарно - појединцу припада право да изабере по чијој ће линији рачунати сродство.   

## Појам примитивног права и његове одлике
Дисциплина која покушава да осенчи правну традицију је правна антопологија. Проблем је дефиниција права, Харт примећује да нико није имао проблем да дефинише медицину, али је проблем настао при дефинисању права. Проблем се своди на везу између државе и права. Прави представља скуп норми одређене садржине чију примену гарантује и обезбеђује држава својим апаратом принуде , уколико се реч држава замени организовано друштво долази се до могућности постојања права у племенским друштвима. Да се овом праву да одговарајуће име најчешће предлаган термин обичајно право међутим овај термин остао је недовољно јасан те су увели термин народно право. Он је још несјајнији и компликованији, јер је закључено да не може постојати неко народно право различито од државног права. Племенско право може навести на погрешан закључак, друштва удружена у племену. Најприкладнији термин је примитивно право. Њиме се јасно истиче разлика између савременог права и његовог претка. Обухвата систем правила понашања којим се регулишу првобитни друштвени односи у преддржавном уређењу. Примитивно право је усмено, еластично, анонимно, древно и примитивно, припада нижим слојевима и сеоским срединама. Односи се на првобитну заједницу, племенска друштва и права која чланови имају у браку. 
Као особине сваког права се наводе ауторитативност, обавезност, да се примењује на све чланове заједнице, и да постоји санкција. Свако право се састоји у: 1. норми које забрањују одређена понашања, 2. норме које захтевају да обештете оне које су повредили у неком смислу, 3. норме које прописују на који начин се преносе права и заснивају права и обавезе, 4. судова који одлучују да ли су норме повређене али и о казни и њеној висини, 5. ауторитет може да створи нове и укине застареле норме. Разлике о односу на савремено право: примитивно право је усмено, еластично, анонимно, народско, припада нижим слојевима и сеоским срединама. Док је савремено писано право, фиксирано, аристократско и урбано. Садржина примитивног права не може се одредити одузимањем одређених особина савременом праву. Ако неком праву одузмемо целовитост, свеобухватност оним што преостане не можемо објаснити примитивно право. Основни регулатор понашања у племенским друштвима су обичаји. Ниједна људска заједница не може опстати уколико њени чланови свесно или несвесно не прихвате правила која регулишу њихова узајамна права и обавезе. Креатор обичаја је непознат, њихова снага извире из непрекидног понављања. Обичаји једног друштва могу бити неприхватљиви за припаднике, друго г. Валтазар Богиш је Општи имовински законик за књажевину Црну Гору из 1888. утемељио на обичајном праву Црногораца и других Јужних Словена. Развојем примитивног права јављају се и организоване санкције. Прекршиоце чекало је протеривање из заједнице, а то је било равно смртној казни, јер појединац није могао опстати изван своје заједнице. Сукоб између два припадника два племена могао је довести до крвне освете (задржала се и данас у Албанији, Косову). Од колективне ишло се ка индивидуалној одговорности. Следећа санкција је талионом (око за око, зуб за зуб) могао бити директан (наношење исте штете) и симболичан (одсецање руке сину који удари оца). Јављају се на крају и композиција, компензација, материјална надокнада. 
Табуи - су забране, скуп свих табуа једног племена је био збир свих забрана присутних у њему (израз табу потиче из Полинезије, а пренео га у Европу Џемс Кук). Пример табуа: страх од магијског утицаја на остатке хране, терао људе да уништавају отпатке који су били потенцијални извор страшних болести.